# Blues & Pain
Blues & Pain (укр. Блюз і біль) — студійний альбом блюзового співака і гітариста Джиммі Докінса, випущений лейблом Wild Dog Records в 1994 році. Записаний взимку 1994 року на студії KALA Studios в Атланті.

## Список композицій
1. «Right to Quit You» (Лусіус Парр) — 3:54
2. «No Pain» (Діана Браун) — 5:45
3. «Blues and Soul» (Джиммі Докінс, С. Добінес) — 3:31
4. «Lonely Guitar Man» (Джиммі Докінс, С. Добінес) — 5:17
5. «Fool in Heah» (Джиммі Докінс, С. Добінес) — 5:38
6. «Gitar Jive» (Джиммі Докінс) — 4:20
7. «Know Your Lover» (Лусіус Парр) — 4:38
8. «Driftin' Sand» (Джиммі Докінс, С. Добінес) — 3:52
9. «Down with the Blues»  (Джиммі Докінс, С. Добінес) — 6:44
10. «Who Done It?»  (Джиммі Докінс, С. Добінес) — 3:53

## Учасники запису
- Джиммі Докінс — гітара і вокал
- Вейн Гойнс — гітара
- Леброн Скотт — бас
- Стіві Маккрей — клавішні
- Рей Скотт — ударні
- Браєн Коул — ударні
- Ерні Бейкер — труба (4)
- Тед Дортч — саксофон (4)

Технічний персонал
- Браєн Коул — продюсер
- Едді Міллер — інженер
- Френсіс П. Дрейєр — дизайн
- Девід Гілл — фотографія